# Port Moresby
Port Moresby est la capitale de la Papouasie-Nouvelle-Guinée et de sa province centrale. Elle est située sur les rives du golfe de Papouasie et comptait 322 246 habitants au recensement de 2013
Le site est découvert en 1873 par le capitaine anglais John Moresby et la ville est fondée dix ans plus tard. Elle est une base alliée importante lors de la Seconde Guerre mondiale.

## Géographie

### Situation générale

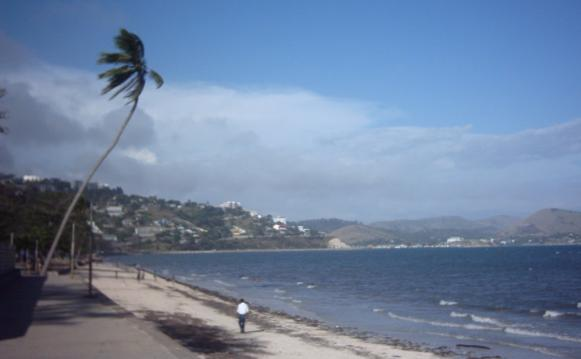
Ela Beach.

Port Moresby se situe sur la côte sud de la Nouvelle-Guinée, le littoral est assez découpé, sablonneux et cerné de quelques îles, peu habitées. À part quelques quartiers, la ville est majoritairement construite à quelques kilomètres à l'intérieur des terres.

### Quartiers et villages
Port Moresby désigne à la fois la zone urbaine du District de la Capitale nationale (en anglais : National Capital District), qui est le plus petit district du pays et plus spécifiquement le principal quartier d'affaires, entre Korobosea et Ela Beach. Elle est une ville peu dense, aux quartiers éparpillés, constitués en très grande majorité de maisons, groupées le long de routes sinueuses.
Dans le voisinage de Port Moresby on trouve de nombreux villages comme Newtown, Konedobu (en), Kaevaga, Badili, Gabutu, Kila Kila, Matirogo (en), Three Miles (en), Kaugere, Sabama, Korobosea (en), Four Miles (en), Hohola (en), Hohola Nord (en), Boroko (en), Gordon (Port Moresby) (en), Gordon Nord (en), Erima (en), Saraga (en), Waigani (en), Morata (en) et Gerehu (en), certains uniquement sur pilotis comme Koki ou Hanuabada (en).

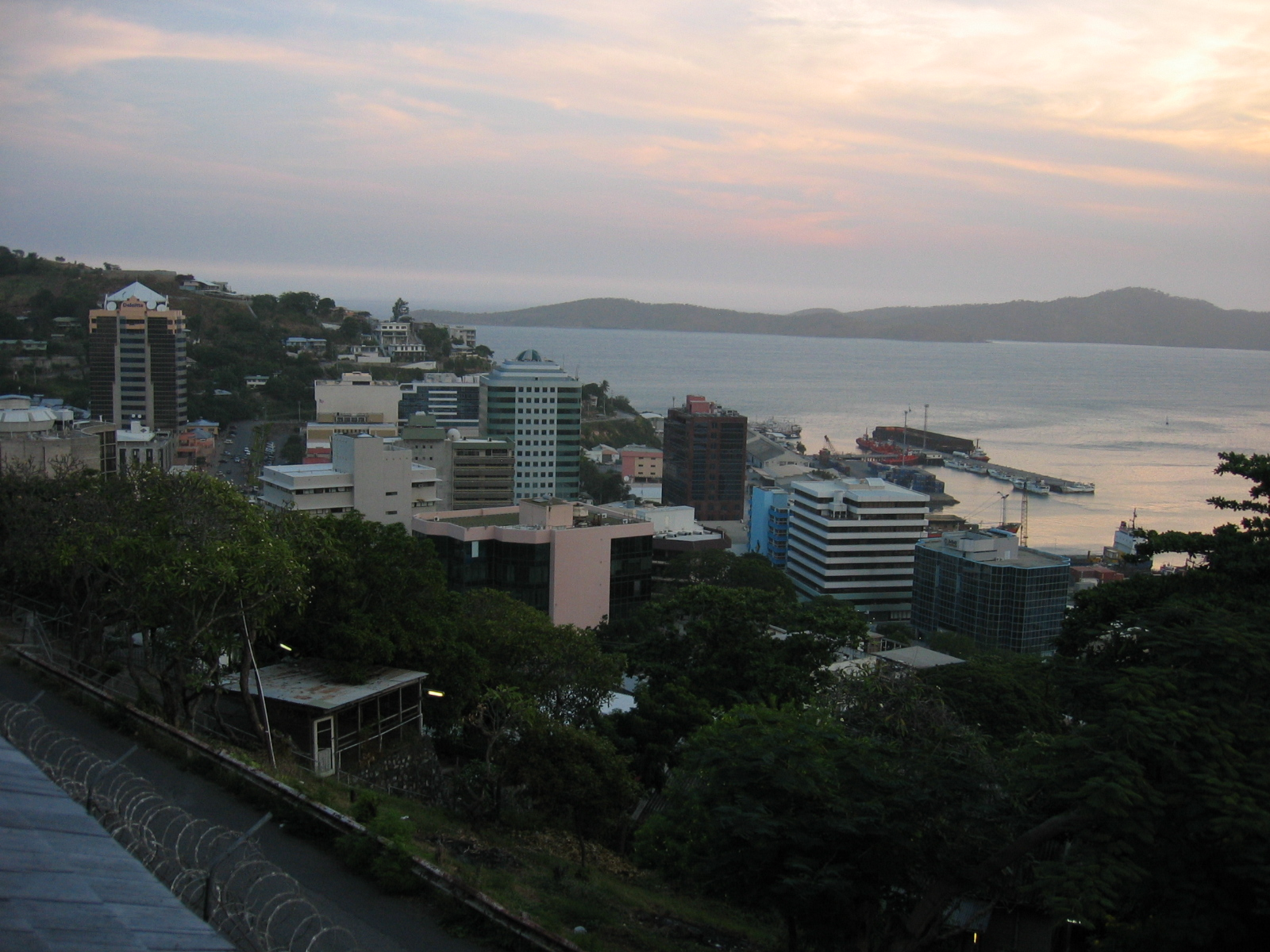
Le centre-ville.
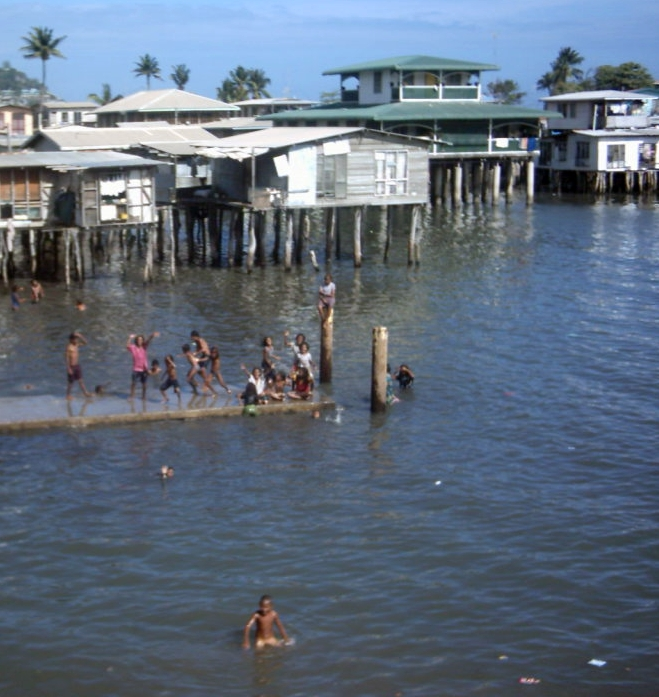
Le village de Koki.
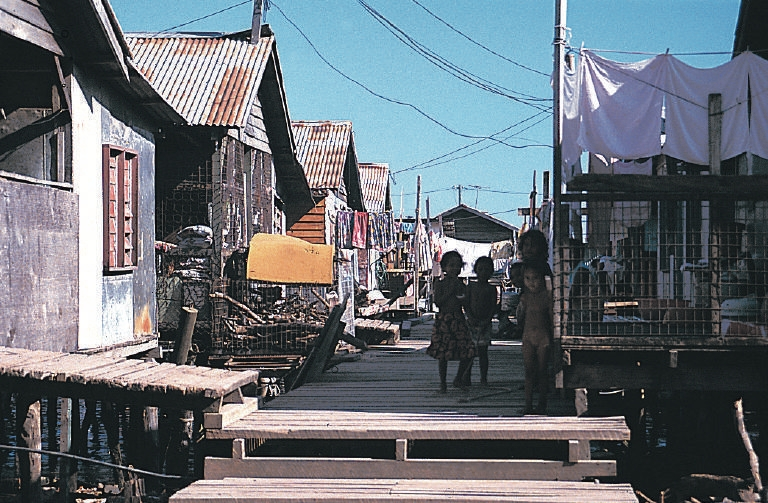
Hanuabada.
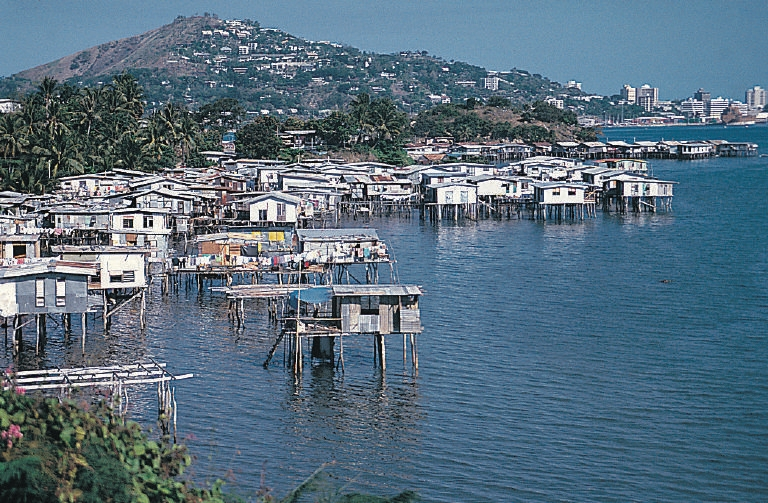
Maisons sur pilotis du quartier d'Hanuabada.

## Climat
Port Moresby possède un climat tropical de savane (Köppen: Aw), caracterisé par des températures chaudes toute l'année. Les températures maximales s’élèvent chaque mois au-dessus de 29,9 ºC, tandis que les températures minimales ne descendent qu’à 22,4 ºC en juillet. Cependant, à cause d'un Alizé de sud-est et de la position de la ville, entourée par la Chaîne Centrale, les précipitations annuelles ne sont que d’environ 900 mm. La ville connaît une saison humide entre décembre et mai et une saison sèche entre juin et novembre. On compte en moyenne 114 jours de pluie, et la ville profite de 2463 heures d'ensoleillements par an.
| Mois                                | jan.  | fév.  | mars  | avril | mai  | juin | jui. | août | sep. | oct. | nov. | déc. | année |
| ----------------------------------- | ----- | ----- | ----- | ----- | ---- | ---- | ---- | ---- | ---- | ---- | ---- | ---- | ----- |
| Température minimale moyenne (°C)   | 23,7  | 23,5  | 23,4  | 23,5  | 23,5 | 23,1 | 22,4 | 22,6 | 23,2 | 23,5 | 23,6 | 23,7 | 23,3  |
| Température maximale moyenne (°C)   | 32,1  | 31,6  | 31,4  | 31,3  | 31   | 30,3 | 29,9 | 30,3 | 31   | 32   | 32,5 | 32,4 | 31,3  |
| Record de froid (°C)                | 20,4  | 18,8  | 18,3  | 16,8  | 14,5 | 14,5 | 10,4 | 14,8 | 14,4 | 16,3 | 16   | 19,6 | 10,4  |
| Record de chaleur (°C)              | 36,2  | 36,1  | 35,4  | 34,2  | 33,8 | 33,9 | 33,3 | 33,8 | 34,8 | 35,5 | 36,3 | 36,3 | 36,3  |
| Ensoleillement (h)                  | 182   | 158   | 184   | 200   | 211  | 200  | 203  | 222  | 213  | 231  | 243  | 216  | 2 463 |
| Précipitations (mm)                 | 192,2 | 140,6 | 189,8 | 105,2 | 56,2 | 21,6 | 13,8 | 12   | 14,4 | 15,2 | 40   | 97,8 | 898,8 |
| Nombre de jours avec précipitations | 18    | 16    | 18    | 11    | 9    | 6    | 4    | 4    | 5    | 5    | 6    | 12   | 114   |
| Humidité relative (%)               | 79    | 81    | 81    | 82    | 81   | 79   | 77   | 76   | 76   | 76   | 75   | 77   | 78    |

## Histoire

### Avant la colonisation
Avant la colonisation, le site de Port Moresby était occupé par les Motu, une population de langue austronésienne qui vivait dans des villages au bord de l'eau comme Hanuabada (en). Ils vivaient du commerce avec les populations du golfe. La principale activité était l'échange d'argile contre des palmiers sagou du Japon (Cycas revoluta). Leurs lointaines expéditions, les hiri, tenaient une place très importante dans leur culture et elles sont aujourd'hui commémorées tous les ans lors du Hiri Moale Festival sur Ela Beach.

### De 1873 à 1942

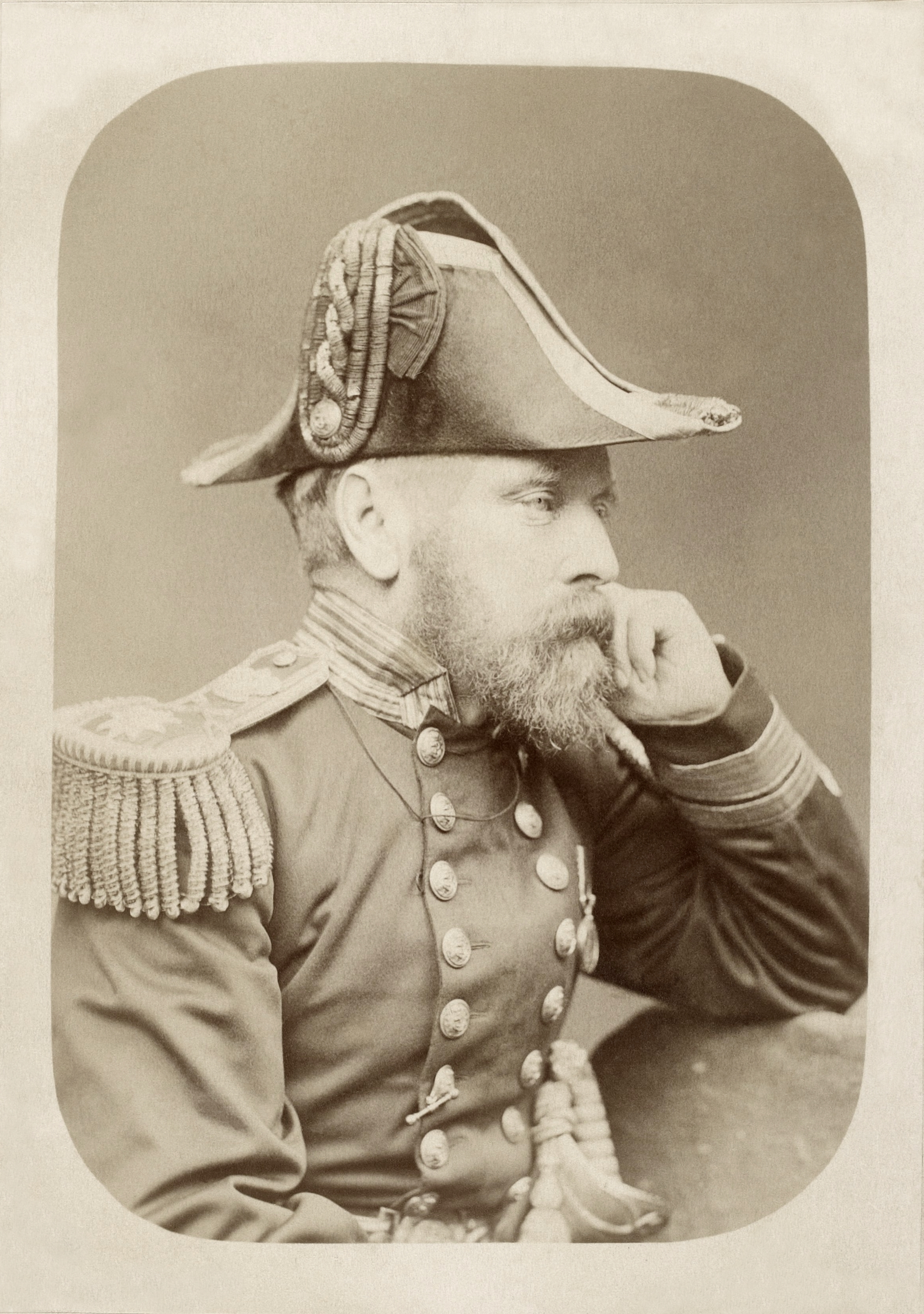
John Moresby.

Le territoire fut découvert par le capitaine britannique John Moresby le 20 février 1873, aux alentours de 10 heures du matin. Il nomma la ville en hommage à son père, l'amiral Sir Fairfax Moresby (en), la partie de la future ville où l'équipage accosta fut d'ailleurs baptisée Fairfax Harbour.
La ville ne commença à se développer que lorsque la totalité de la Nouvelle-Guinée fut annexée au Royaume-Uni. La colonie prit ensuite le nom de territoire de Papouasie et fut incluse en 1906 dans le Commonwealth de l'Australie. La ville eut accès à l'électricité en 1925 et l'eau courante en 1941.

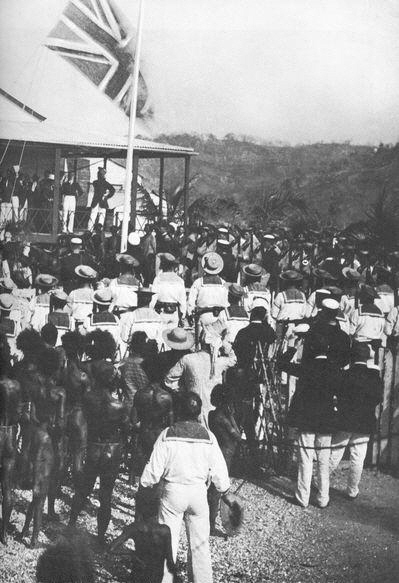
L'Union Jack flotte sur Port Moresby.

### La Seconde Guerre mondiale
Pendant la Seconde Guerre mondiale, de nombreux Papous furent enrôlés dans le bataillon d'infanterie de Papouasie (en), jusqu'à ce que l'île soit prise par les Japonais. La ville, toujours aux mains des Alliés, devint une importante base militaire et se vida de sa population papoue, réfugiée dans des villages ou des camps. Port Moresby était alors le dernier verrou contre les Japonais, désireux d'envahir l'Australie.
La ville est presque entièrement détruite lors de la bataille de la Mer de Corail, en mai 1942. Mais, pour la première fois dans la guerre du Pacifique, le projet d'invasion japonais est mis en échec par la flotte australo-américaine, et la Papouasie retrouve la paix.

### Après 1945
En 1945, Port Moresby devint officiellement la capitale du Territoire de Papouasie et Nouvelle-Guinée, sous administration australienne, réunion du territoire de Papouasie britannique et de l'ancienne Nouvelle-Guinée allemande. La ville reconstruite profite alors d'un essor, favorisé par l'installation d'administrations et de services publics. L'université de Papouasie-Nouvelle-Guinée y est créée en 1965.
Trente ans après, en septembre 1975, la Papouasie-Nouvelle-Guinée devint indépendante et Port Moresby fut alors le théâtre d'importants changements. Son statut de capitale lui demandant un certain prestige, de nombreux quartiers furent rénovés ou créés. C'est le cas du quartier Waigani, choisi pour abriter le gouvernement. Le plus spectaculaire des bâtiments est certainement le Parlement, dont l'architecture allie les influences traditionnelles papoues au style contemporain. Dans ce même quartier furent également construits la Bibliothèque et le Musée National.
Malheureusement, les années et le mauvais entretien font que ces bâtiments sont aujourd'hui très délabrés, voire peu fonctionnels et sont progressivement abandonnés. Après l'enthousiasme de l'indépendance, c'est la ville entière qui souffre de la ruine et de la pauvreté.

## Économie
Port Moresby est située dans une zone de culture et d'élevage et vit surtout, outre de la pêche, de l'exportation de caoutchouc, d'or, de café et de coprah. L'industrie est tournée vers le travail du bois (scieries), la brasserie, le traitement du tabac et la cimenterie.

## Lieux et monuments
Port Moresby est surtout réputée pour sa situation sur la mer de Corail ; ses plages et ses hôtels fastueux en font une escale de prédilection pour les compagnies touristiques. Malgré son image de ville dangereuse, son port accueille de nombreux paquebots de croisière.
Le Musée National, divisé en de nombreux départements, présente entre autres une importante collection d'art papou et d'innombrables restes de la Seconde Guerre mondiale (avions, armes...).
Le Parlement, construit dans les années 1970, est un bel exemple de mélange d'art ancien, inspiré des maisons des esprits, et de l'architecture contemporaine. Le bâtiment est parfois ouvert au public.
Présentant la richesse de la faune et de la flore papoue-néo-guinéenne, le Jardin botanique national et le Moitaka Wildlife Sanctuary sont incontournables, on peut voir dans le dernier une ferme de crocodiles.
Dans les environs se trouvent plusieurs sites naturels d'exception, parmi lesquels les cascades Rouna Falls, le Varirata National Park et le plateau Sogeri, couvert de forêt.

## Population
Port Moresby a connu une forte croissance démographique après l'indépendance du pays, en effet, elle comptait 41 000 habitants en 1966 (dont 31 000 indigènes), 120 000 habitants en 1980 et 195 000 habitants en 1990.

## Transports
La ville est desservie par l'unique grand aéroport du pays, le Jacksons International Airport qui permet de rejoindre Hong-Kong, Sydney, Brisbane, Cairns, Honiara (Îles Salomon), Manille, Singapour et Tokyo. Air Niugini et Airlines PNG sont les deux compagnies nationales basées à Port Moresby.
De nombreux vols desservent également les villes de Papouasie-Nouvelle-Guinée qui sont peu accessibles (sur des îles ou reliées par des routes accidentées).

## Insécurité
Port Moresby est régulièrement classée parmi les villes les plus dangereuses du monde, et l'on compte en moyenne chaque année 150 meurtres pour 300 000 habitants. Les gangs (notamment des Raskols), les assassinats et les vols sont monnaie courante.

## Sports
Le rugby à XIII étant un sport national dans le pays, la capitale accueille les matchs de l'équipe nationale, où cette dernière joue régulièrement « devant plus de vingt mille personnes ».

## Les villes jumelées
- Jinan (Chine) depuis le 28 septembre 1988
- Townsville (Australie) depuis 1983

Elle entretient également des liens d'amitiés avec Jayapura en Indonésie (province Papua)

## Galerie

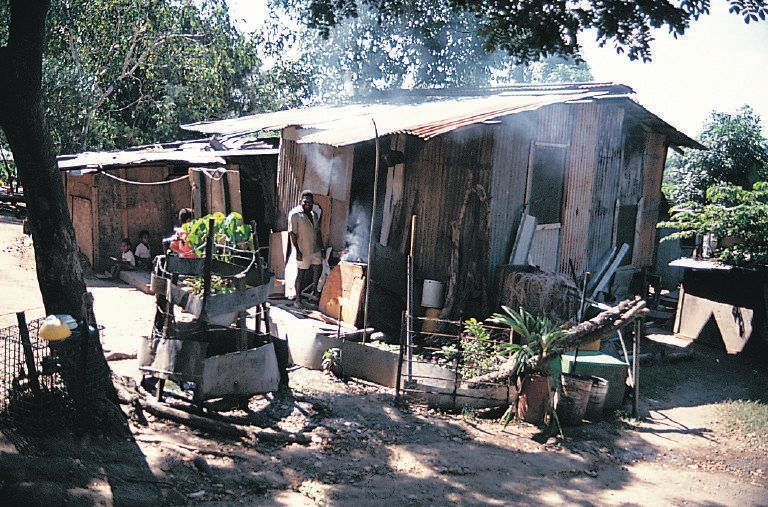
Bidonville.
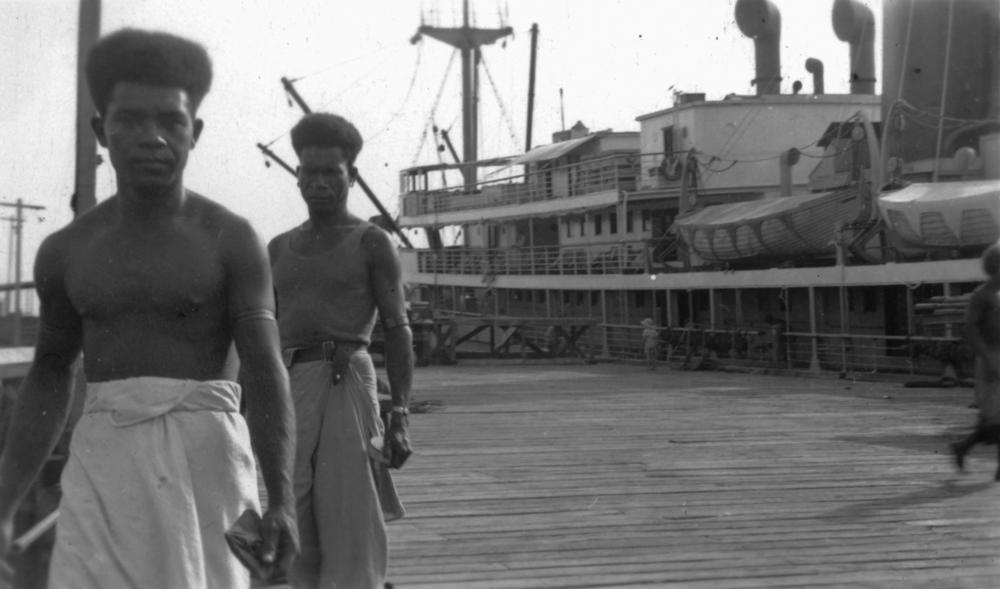
Cargo en attente de déchargement et Papous portant le sarong (1946).
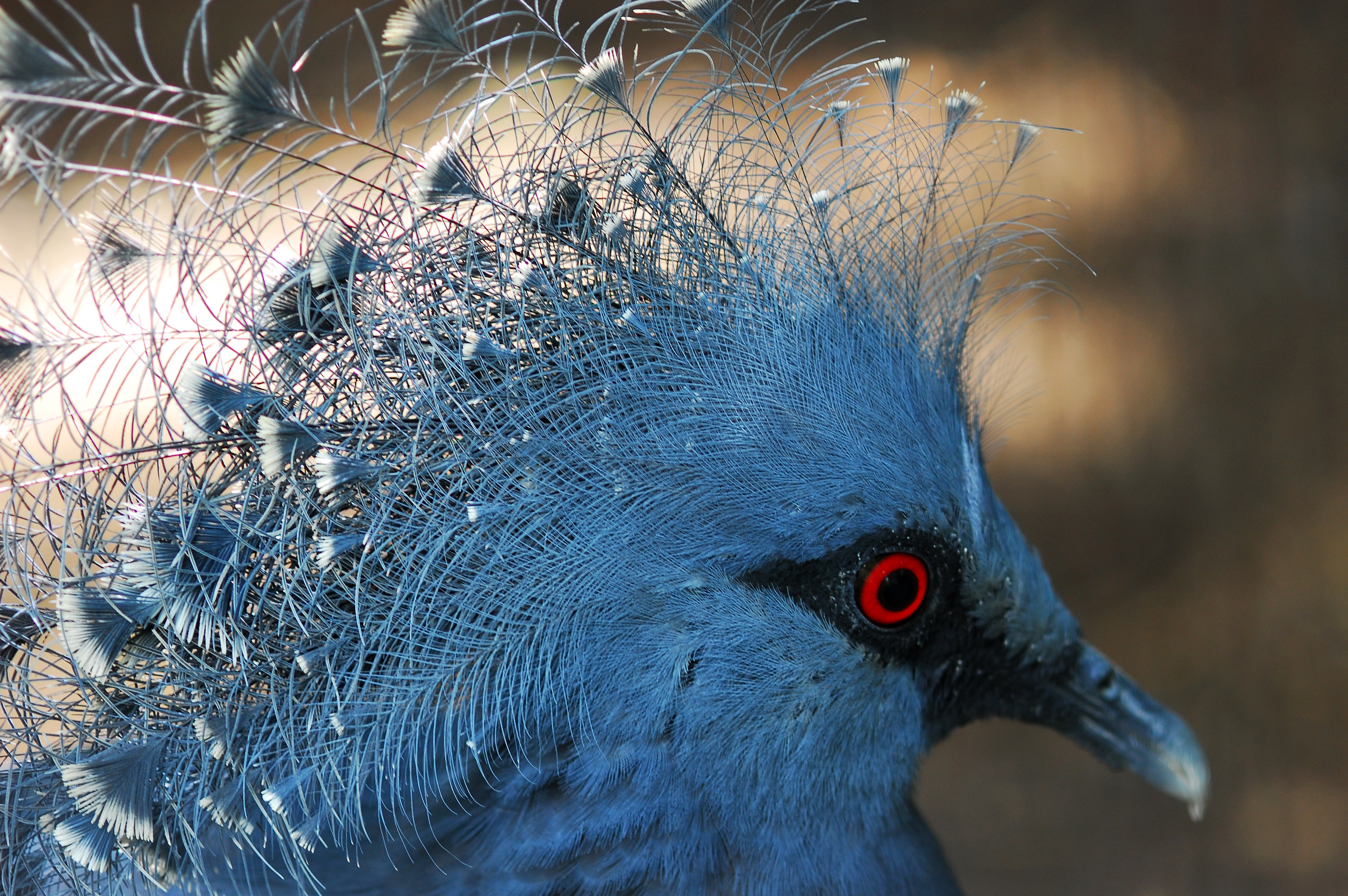
Un Goura de Victoria aperçu à Port Moresby.